# 帕特森峰
帕特森峰（英語：Patterson Peak）是南極洲的山峰，位於阿蒙森海岸，處於安德森嶺西北面7公里的梅迪納峰南端，海拔高度1,610米，美國地質調查局根據測量和美國海軍拍攝的空中照片繪入地圖，現時由南極條約體系管理。